# پارک ژوراسیک (فیلم)
پارک ژوراسیک (انگلیسی: Jurassic Park) فیلم آمریکایی در ژانر اکشن علمی تخیلی به کارگردانی استیون اسپیلبرگ است که در ۱۹۹۳ منتشر شد. این فیلم که بر اساس رمان به همین نام از مایکل کرایتون ساخته شده، اولین قسمت در فرنچایز پارک ژوراسیک و اولین فیلم در سه‌گانهٔ اول پارک ژوراسیک به‌شمار می‌رود. داستان فیلم در جزیره‌ای خیالی واقع در سواحل اقیانوس آرام آمریکای مرکزی در نزدیکی کاستاریکا جریان دارد. در آن‌جا، تاجری ثروتمند و تیمی از دانشمندان ژنتیک، پارک حیات وحشی از دایناسورهای منقرض‌شده تأسیس کرده‌اند. هنگامی که خرابکاری در پارک منجر به قطعی فاجعه‌بار تأسیسات برق پارک و اقدامات امنیتی می‌شود، گروه معدودی از بازدیدکنندگان و نوهٔ مؤسس پارک برای زنده ماندن و فرار از این جزیره در تلاشند.
قبل از انتشار رمان کرایتون، چهار استودیو برای خرید امتیاز سینمایی آن پیشنهاد دادند. اسپیلبرگ با حمایت یونیورسال پیکچرز، قبل از انتشار رمان در سال ۱۹۹۰، امتیازش را به مبلغ ۱٫۵ میلیون دلار به دست آورد. مایکل کرایتون با دریافت ۵۰۰۰۰۰ دلار اضافی برای اقتباس این سینمایی رمان استخدام شد. دیوید کپ پیش‌نویس نهایی فیلم‌نامه را نوشت که بسیاری از توضیحات و خشونت رمان کنار گذاشته شد و تغییرات زیادی در شخصیت‌ها ایجاد کرد. فیلم‌برداری از اوت تا نوامبر ۱۹۹۲ در کالیفرنیا و هاوایی انجام شد و مراحل پس از تولید تا مهٔ ۱۹۹۳ ادامه یافت که اسپیلبرگ آن زمان روی فهرست شیندلر کار می‌کرد. دایناسورها به‌صورت تصویر تولیدشده توسط کامپیوتر به‌دست اینداستریال لایت اند مجیک و بخشی به‌صورت انیماترونیک به‌دست تیم استن وینستون ساخته شدند.
پارک ژوراسیک در ۹ ژوئن ۱۹۹۳ در تئاتر آپتان در واشینگتن دی سی به نمایش درآمد و در ۱۱ ژوئن در ایالات متحده اکران شد. این فیلم در اکران اولیه‌اش بیش از ۹۱۴ میلیون دلار فروش داشت که تبدیل به پرفروش‌ترین فیلم آن زمان شد، و رکوردش را تا زمان اکران تایتانیک در سال ۱۹۹۷ حفظ کرد. همچنین نقدهای مثبتی از منتقدان دریافت کرد و در زمینهٔ جلوه‌های ویژه و کارگردانی اسپیلبرگ تحسین شد. این فیلم سه جایزهٔ اسکار برای دستاوردهای فنی در جلوه‌های بصری و طراحی صدا کسب کرد. پارک ژوراسیک در سال ۲۰۱۸ از سوی کتابخانه کنگره به‌دلیل اهمیت مهمی که از لحاظ «فرهنگی، تاریخی یا زیبایی‌شناختی» داشت برای ثبت در فهرست ملی ثبت فیلم انتخاب شد. پنج دنبالهٔ بعد از این فیلم منتشر شد: جهان گمشده: پارک ژوراسیک (۱۹۹۷)، پارک ژوراسیک ۳ (۲۰۰۱)، دنیای ژوراسیک (۲۰۱۵)، دنیای ژوراسیک: سقوط پادشاهی (۲۰۱۸) و دنیای ژوراسیک: قلمرو (۲۰۲۲).
فروش بسیار خوب این فیلم سبب شد قسمت‌های دوم با نام‌های جهان گمشده: پارک ژوراسیک (در سال ۱۹۹۷) و پارک ژوراسیک ۳ (در سال ۲۰۰۱) آن نیز تولید گردید و همچنین قسمت چهارم آن با نام دنیای ژوراسیک که یک فیلم باز راه اندازی شده محسوب می‌شود در سال ۲۰۱۵ تهیه گردید. قسمت پنجم با نام دنیای ژوراسیک : سقوط پادشاهی در سال ۲۰۱۸ و نسخه ششم با نام دنیای ژوراسیک: قلمرو در سال ۲۰۲۲ اکران شد.

## داستان

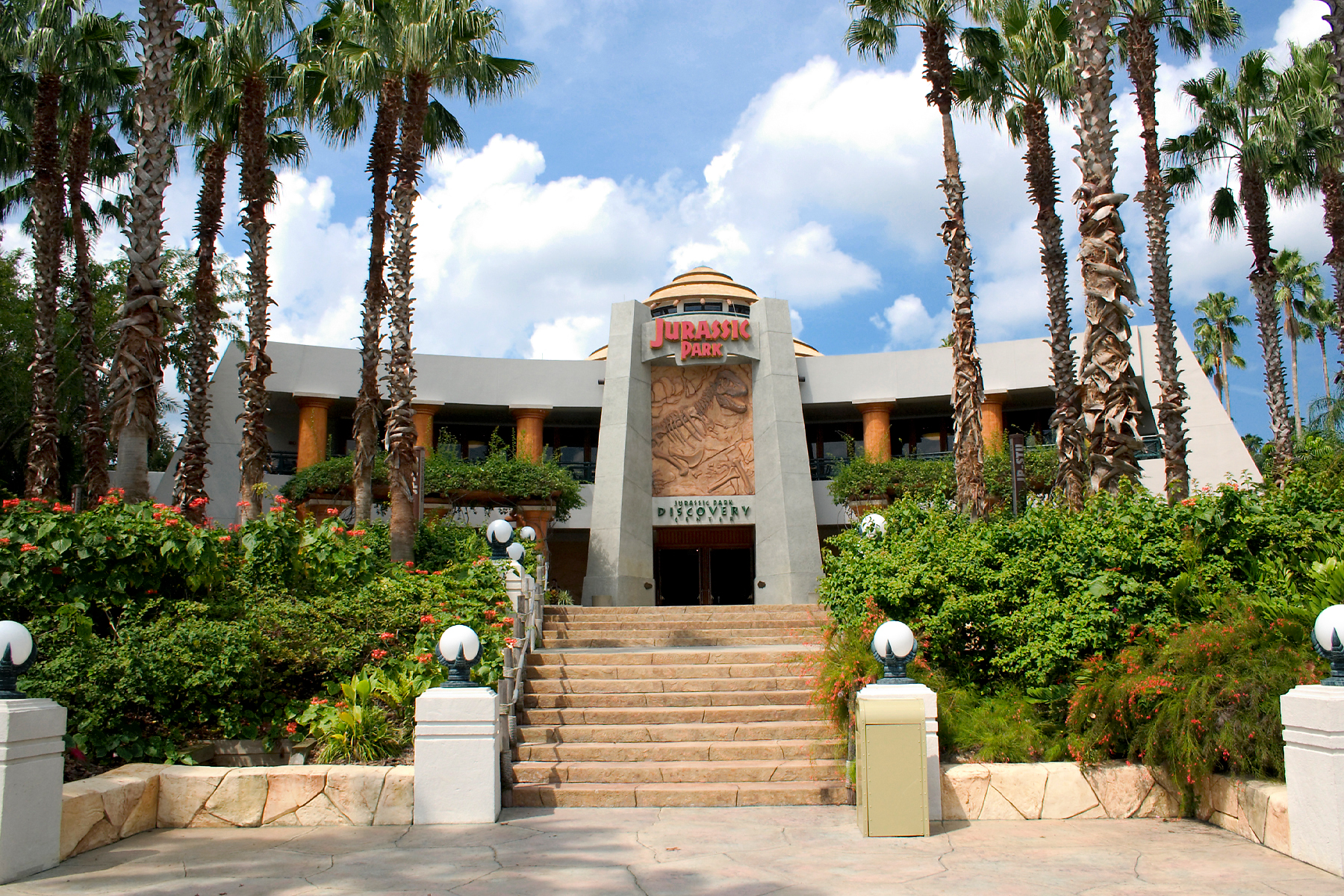
سر در پارک ژوراسیک

دانشمندان در جزیره ایزلا نوبلار پارکی تفریحی ساخته‌اند که در آن دایناسورها را شبیه‌سازی کرده‌اند. جان هاموند گروهی از دانشمندان را برای بازدید از پارک پیش از بازگشایی همگانی فرا می‌خواند. به سبب سهل انگاری و خرابکاری دسته‌ای از دایناسورها آزاد می‌شوند و بازدیدکنندگان و کارشناسان می‌کوشند برای نجات خود از جزیره بگریزند.